# فامفاكو (لاريسا)
فامفاكو (Βαμβακού) هي مدينة في لاريسا في مقاطعة فوريا إلادا في اليونان.
يبلغ عدد سكانها حوالي 1135 نسمة.